# 盧滿妹
滿妹阿嬤（1926年9月29日—2011年8月21日），又稱警察阿嬤，本名盧滿妹，新竹縣湖口鄉客家人，臺籍慰安妇。

## 生平

### 被騙下海
盧滿妹出生於新竹縣湖口鄉，父盧慶彬、母盧羅六妹，三歲時成為盧金火、盧莊茶妹的養女，在十歲前在關西上過學，但無法讀判決書。少女時，她以採茶、賣傘等為業。1943年，十七歲時到竹北驛一帶找工作，被一名在竹北經營旅館的鍾阿爛（譯音）的客家男慫恿她去海南島當看護助手。她聽了很興奮，但擔心父母捨不得她離家，所以隱瞞了要出國的事。鍾阿爛共招募三十多名年輕女孩交給一名姓山本的日本人，一同在高雄搭乘日本軍艦前往榆林港。
到了海南島當地慰安所，一位日本軍人走進盧滿妹的房間，她嚇得說：「我不是來做那種事的！」日本軍人回：「我買了妳的牌，妳就是要這樣做。」
山本是日軍特務部慰安所的承包商，向台籍慰安婦恐嚇若想逃跑，一出門就會被當地抗日分子抓去槍殺。因盧滿妹面貌嬌柔，身材小巧玲瓏，討人喜歡，店主強迫她多接客，少休息。慰安婦為躲避轟炸，跑過好幾次空襲。同情她的客人常送她香菸，教她吸菸解悶，造成吸菸習慣伴隨了她一輩子。
工作約一年，在1944年，也就是她十八歲時懷孕，但老闆要她繼續接客，一直等到她八個月到無法接客時，才准她返台回家。返台前，老闆僅供她食宿，配給布料做衣服，沒給她一分錢，回鄉船票是她用客人給的小費買的。滿妹回家見到父母，不敢說出可恥的醜事，父母也心知肚明，沉默不語。她在十一月時不久生產一個男嬰，但只存活卅八天就發高燒死，醫生認為嬰兒的死和她在海南島得過瘧疾有關。
盧滿妹父親、母親不久也去世，盧滿妹陷入孤苦無依的境地，為逃避村民議論與謀生，便在二十七、八歲遷居新埔，學作土木工、水泥工，當過遊覽車小姐和保險公司推銷員。十幾年後才在新竹縣芎林鄉找到一個對象。卅八歲時結婚，丈夫起初很愛她，但當她生下一位罹患小兒麻痺症的男嬰，並風聞她作過慰安婦後就十分冷淡。丈夫五十三歲時中風過世。她為照顧兒子依靠替人洗衣服和領救濟金維生。
滿妹阿嬤後來曾感嘆說：「如果我沒有去海外，說不定我也會是個官夫人。」

### 洗衣維生
1988年，時任新埔派出所主管的吳烈榮在查戶口時，發現在老街小巷內的滿妹阿嬤生活非常清苦，還養了一個肢殘的兒子。原本他想發動派出所同仁樂捐，但滿妹阿嬤寧願替人洗衣幫傭，也絕不接受他人施捨。吳警官因此請滿妹阿嬤為他洗衣服，頓時派出所內多名同仁也跟進，這也變成新埔分局的傳統。
約1990年左右，新埔鎮五分埔的一名精神分裂婦人將所生五子掐死四人，因婦人丈夫也是精神有問題，故無法及時阻止。警方發現時，僅剩下一名出生六天的男嬰倖免於難。該婦人丈夫在精神正常時，囑託鄰居滿妹阿嬤說家裡一旦出事，希望她能扶養最小的男孩。案發後，滿妹婆婆撫養該男嬰並當成孫子。該人綽號為「小胖」。學費和生活費的負擔重，不過她認為是這輩子最甜蜜的負擔。
吳烈榮在警界一路高陞，但不管他調升何處，滿妹阿嬤就跟到那兒收洗衣服，其他在新竹縣市調動的官警也是。她還從新埔搭公車，到幾十公里外的派出所收衣服。曾任新埔分局的前刑事組長蘇勝利調至橫山分局後，滿妹阿嬤一樣轉搭三趟公車到橫山鄉收衣來洗。有時她身體不適趕不上公車，但為了不讓員警久等，竟會從新竹縣包計程車趕來收衣服，車資幾乎已超過每月每人洗衣的工錢一千元，即使颳風下雨，也照樣工作。為了感激長年照顧她的警察，滿妹阿嬤三不五時也會炒一大鍋新埔粄條給派出所員警，但都堅辭不收警察的食物錢，連稱：「你們照顧我這個苦命人，我已經很感謝了，偶爾送點東西吃，沒什麼啦！」
滿妹阿嬤白天都會外出四處收警察衣服，回到家煮飯稍事休息後，深夜再爬起來洗燙衣服到凌晨三、四點，工作完後再煮早點。新埔鎮新埔派出所可說是她的第二個家，人稱「警察阿媽」。不少警察每月花一千元讓她幫忙洗衣服，不是真的沒人洗，只是他們知道她家中有兒孫需要撫養，即便他們調離該派出所，逢年過節還會託人送禮向阿嬤祝賀。

### 晚年療癒
1992年，婦女救援基金會婦設立慰安婦申訴專線，展開申訴認證工作，經專家學者團隊進行認證，確認58名受害倖存者，社工員展開不定期的訪視工作。1996年，該會設立身心工作坊，用戲劇、藝術等活動療癒慰安婦阿嬤們。
2000年時滿妹阿嬤曾和大桃阿嬤一起赴日參與「女性國際戰爭法庭」（簡稱東京大審）。那時，吳烈榮偶然在抗議日本拒絕道歉的台籍慰安婦的電視新聞，赫然發現滿妹阿嬤的身影，那時他才知道那名洗衣婆婆竟是青春時受盡折磨的慰安婦，從此對她更多了一分敬意與疼惜。
2006年3月28日，滿妹阿嬤與秀妹阿嬤、寅嬌阿嬤等慰安婦阿嬤在四四南村參加首位露臉的慰安婦鄧高寶珠的告別式，協助慰安婦向日本政府求償的柴洋子也到場。同年4月18日，婦援會學習韓國慰安婦支援團體，由專長戲劇治療的洪素珍帶領下，替六名阿嬤拍婚紗。滿妹阿嬤卻因為睡不著而爬起床來抹胭脂，說：「3點就沒有睡覺了，洗澡洗好，洗臉洗好，就打扮啦，搽粉啦。」
2007年8月14日，滿妹阿嬤、秀妹阿嬤、陳鴦阿嬤、沈中阿嬤、寅嬌阿嬤等人一同去日本交流協會抗議。年年抗議年年老，拖著老身的滿妹阿嬤說：「累嘛愛走，無走不行。」
婦援會針對僅存的慰安婦推動圓夢計劃，在2008年已完成「阿嬤穿婚紗」、「阿嬤園遊會」等活動，而「阿嬤參觀總統府」則在2008年12月23日完成，包括滿妹阿嬤、秀妹阿嬤、沈中阿嬤、陳鴦阿嬤、小桃阿嬤、秀鳳阿嬤、芳美阿嬤、寅嬌阿嬤等人出席馬英九總統茶敘。
2008至2009年間，婦援會邀請阿嬤們參與攝影治療工作坊，滿妹阿嬤感念警察平時照顧，特別拍攝警帽，甚至許願來生她要當一名警察以助別人，還自拍戴起大寬帽、太陽眼鏡的自己。
2009年5月13日晚，寅嬌阿嬤去世，四位新竹客家阿嬤僅存一位的滿妹阿嬤獲知後哭說：「現在只剩下我一人了。」
滿妹阿嬤曾說：「我想當警察，因為我和警察很有緣，他們是我的好朋友。」2009年10月13日，她在台北市文山派出所展開「一日警察體驗」。由該所范警官為阿嬤展開一小時的交警「行前特訓」，包含值勤要領、指揮手勢、哨音特訓等，光指揮手勢就有十多種。等到「執勤」時，路上的行車，看到八十幾歲的阿嬤在路上指揮交通，紛紛減速給予她善意的微笑或手勢，更有幾位大學生特意停下，高喊：「阿嬤加油！」
滿妹阿嬤是連續劇《娘家》影迷。在播出的晚上，她就會新埔派出所裡的專屬座位坐下，緊跟著劇情發展，對角色瞭若指掌，直到戲播完才離去。2009年冬，在管區警員曾國富及好友秀妹阿嬤的陪同下，她終於一圓心願到在《娘家》的拍攝現場探班。
那時在與演員見面前，滿妹阿嬤用閩南語叨叨唸說：「彭的真夭壽捏…跟老婆離婚，連兒子都不要了！待會兒看到他一下要給他搧嘴巴。」揚言看到飾演反派彭建弘的李政穎時，要對他摑耳光。但等到一見到演員本人，她就握著李政穎手不好意思地說：「太英俊了！不敢打！」縱使秀妹阿嬤一旁鼓譟說：「妳剛才說要打他。」李政穎回應說：「謝謝阿媽疼惜，我真的很怕妳打我…」滿妹阿媽頻搖頭說：「不會不會！」引來現場一陣笑聲。她還稱讚女演員方馨說：「人比電視上更年輕，皮膚更好！」

### 告別人世
2011年初，滿妹阿嬤其因跌倒而臥床，七月初因為肺部不舒服並導致休克而送加護病房。起初，連醫護人員認為她應該無法支撐太久，但她在加護病房撐了一個月病情時好時壞，雖不能言語，但可以認得人並以眼睛及點頭示意。婦救會執行長康淑華接到滿妹阿嬤家人告知病情危急，就去加護病房去探視。
滿妹阿嬤因肺癌於2011年8月21日病逝，享壽85歲。柴洋子專程從東京來台在同月31日參加告別式，而兩日後的9月1日晚間9時，大桃阿嬤也去世。2015年8月14日，紀念六名臺籍慰安婦的《蘆葦之歌》上映時，柴洋子回憶起和滿妹阿嬤相處的過程，尤其後者即將過世前對她說：「我把你當成好朋友。」忍不住紅了眼眶。